# Östhammars stad
Denna artikel handlar om den tidigare kommunen Östhammars stad. För orten, se Östhammar. För kommunen, se Östhammars kommun.
Östhammars stad var en stad och kommun i Stockholms län. 

## Administrativ historik
Kung Albrekt av Mecklenburg utfärdade 1368 privilegier för staden. Men redan dessförinnan var Östhammar en besökt handelsplats. Gamla handlingar talar också om ett "Östhammars län" under ärkebiskopsbordet i Uppsala. I slutet av 1400-talet hade farleden in till Östhammar blivit så grund, att borgarna anhöll att få flytta till Öregrunds näs. Detta bifölls, och  Öregrunds stad fick Östhammars privilegier. Dock uppstod Östhammar på nytt, närmare kusten på sin nuvarande plats, sedan Öregrund på Kristian II:s order år 1521 blivit nerbränt, och år 1539 fick Östhammar sina privilegier förnyade. 
Östhammars stad inrättades som kommun, enligt Förordning om kommunalstyrelse i stad (SFS 1862:14) den 1 januari 1863, då Sveriges kommunsystem infördes.
Staden påverkades inte av kommunreformen den 1 januari 1952.
Den 1 januari 1957 inkorporerades Frösåkers landskommun med 6 032 invånare och omfattande en areal av 784,64 km², varav 767,16 km² land.
1 januari 1967 inkorporerades Öregrunds stad med 2 029 invånare och omfattande en areal av 132,9 km², varav 132,3 km² land.
1 januari 1971 uppgick Östhammars stad i Östhammars kommun samtidigt som kommunen överfördes till Uppsala län.

### Judiciell tillhörighet
Redan 1920 förlorade staden på grund av sin ringa storlek, den egna jurisdiktionen och ingick därefter, samtidigt som Öregrunds stad, i Norra Roslags domsaga; till 1948 i Frösåkers tingslag och från 1948 i Norra Roslags domsagas tingslag.

### Kyrklig tillhörighet
I kyrkligt hänseende tillhörde staden Östhammars församling, som sedan 2006 är en del av Frösåkers församling. Den 1 januari 1957 tillkom församlingarna Börstil, Forsmark, Harg, Hökhuvud och Valö. Den 1 januari 1967 tillkom församlingarna Gräsö och Öregrund.

### Sockenkod
För registrerade fornfynd med mera så återfinns staden inom ett område definierat av sockenkod 0304 som motsvarar den omfattning staden hade kring 1950.

## Stadsvapnet
Blasonering: I fält av silver ett fisknät, täckande övre hälften, och därunder en fisk, båda gröna.'
Vapnet fastställdes 1960.

## Geografi
Östhammars stad omfattade den 1 januari 1952 en areal av 1,44 km², varav 1,44 km² land. Östhammar var dessutom vid samma datum Sveriges minsta stad till ytan. Efter nymätningar och arealberäkningar färdiga den 1 januari 1955 omfattade staden den 1 januari 1961 en areal av 786,19 km², varav 768,71 km² land.

### Tätorter i staden 1960
| Tätort      | Folkmängd |
| ----------- | --------- |
| Östhammar   | 1 663     |
| Hargshamn   | 346       |
| Harg        | 279       |
| Norrskedika | 268       |

Tätortsgraden i staden var den 1 november 1960 35,0 procent.

## Befolkningsutveckling
| Befolkningsutvecklingen i Östhammars stad 1805–1970 | Befolkningsutvecklingen i Östhammars stad 1805–1970 | Befolkningsutvecklingen i Östhammars stad 1805–1970 | Befolkningsutvecklingen i Östhammars stad 1805–1970 | Befolkningsutvecklingen i Östhammars stad 1805–1970 |
| --- | --------------------------------------------------- | --------------------------------------------------- | --------------------------------------------------- | --------------------------------------------------- |
| |                                                     |                                                     |                                                     |                                                     |
| År |                                                     |                                                     | Folkmängd                                           |                                                     |
| 1805 | 1805                                                |                                                     | 563                                                 |                                                     |
| 1810 | 1810                                                |                                                     | 496                                                 |                                                     |
| 1820 | 1820                                                |                                                     | 498                                                 |                                                     |
| 1830 | 1830                                                |                                                     | 484                                                 |                                                     |
| 1840 | 1840                                                |                                                     | 561                                                 |                                                     |
| 1850 | 1850                                                |                                                     | 618                                                 |                                                     |
| 1860 | 1860                                                |                                                     | 569                                                 |                                                     |
| 1870 | 1870                                                |                                                     | 637                                                 |                                                     |
| 1880 | 1880                                                |                                                     | 661                                                 |                                                     |
| 1890 | 1890                                                |                                                     | 545                                                 |                                                     |
| 1900 | 1900                                                |                                                     | 592                                                 |                                                     |
| 1910 | 1910                                                |                                                     | 828                                                 |                                                     |
| 1920 | 1920                                                |                                                     | 931                                                 |                                                     |
| 1930 | 1930                                                |                                                     | 1 078                                               |                                                     |
| 1935 | 1935                                                |                                                     | 1 229                                               |                                                     |
| 1940 | 1940                                                |                                                     | 1 260                                               |                                                     |
| 1945 | 1945                                                |                                                     | 1 283                                               |                                                     |
| 1950 | 1950                                                |                                                     | 1 488                                               |                                                     |
| 1955 | 1955                                                |                                                     | 1 570                                               |                                                     |
| 1960 | 1960                                                |                                                     | 7 299                                               |                                                     |
| 1965 | 1965                                                |                                                     | 6 811                                               |                                                     |
| 1970 | 1970                                                |                                                     | 8 467                                               |                                                     |
| Anm: För åren 1805-1945: befolkning enligt folkräkning 31 december enligt den administrativa indelningen den 1 januari följande år. 1950 avser befolkning enligt folkräkning den 31 december enligt den administrativa indelningen den 1 januari 1952. 1955 avser den kyrkobokförda befolkningen den 31 december enligt den administrativa indelningen den 1 januari följande år. 1960 & 1965 avser befolkning enligt folkräkning den 1 november enligt den administrativa indelningen den 1 januari följande år. 1970 avser befolkningen den 1 november 1970 i det område som staden omfattade när den blev Östhammars kommun 1 januari 1971. |                                                     |                                                     |                                                     |                                                     |

## Politik

### Mandatfördelning i valen 1919–1966
| 4 | 12 | 4 |

| 18 |

| 5 | 10 | 5 |

| 18 |

| 4 | 6 | 10 |

| 19 |

| 4 | 3 | 6 | 1 | 6 |

| 19 |

| 2 | 7 | 5 | 2 | 4 |

| 18 |

| 7 | 6 | 7 |

| 19 |

| 7 | 1 | 6 | 6 |

| 18 |

| 8 | 5 | 7 |

| 18 |

| 1 | 8 | 5 | 6 |

| 20 |

| 7 | 5 | 4 | 4 |

| 20 |

| 8 | 5 | 2 | 5 |

| 17 | 3 |

| 18 | 11 | 11 |

| 37 |

| 16 | 6 | 10 | 3 | 5 |

| 36 |

|  | 16 | 2 | 10 | 5 | 6 |

| 36 |